# Théâtre en Australie

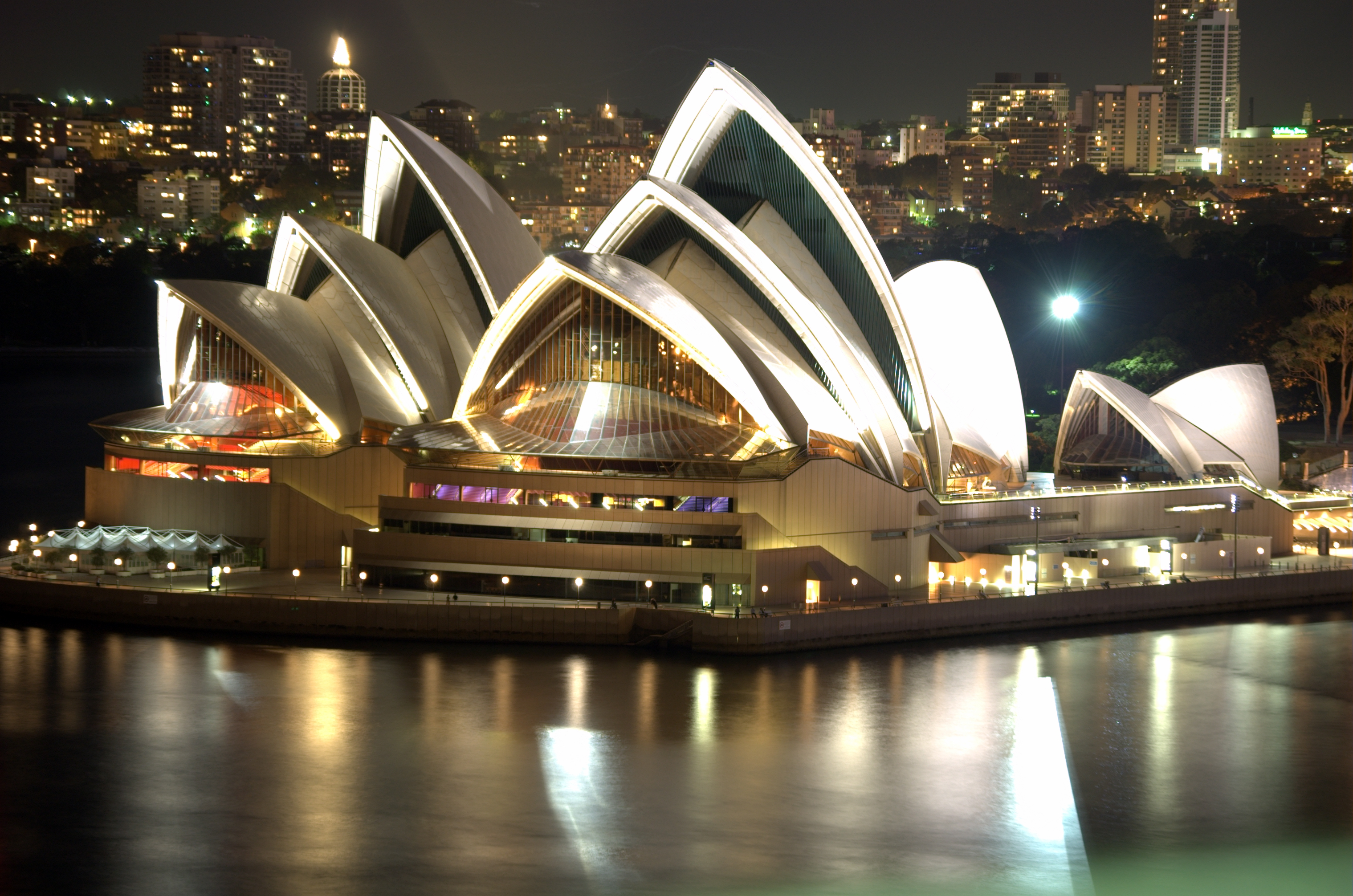
L'opéra de Sydney ouvert en 1973, devenant le bâtiment de théâtre le plus célèbre du XXe siècle dans le monde entier.

Le théâtre tient une place significative dans la vie australienne, européenne et aborigène, avec un nombre important de pièces. Le théâtre de culture européenne date des premiers colons européens dans les années 1780. Il y a des aspects théâtraux et dramatiques dans de nombreuses cérémonies indigènes telles que la Corroboree.

## Histoire

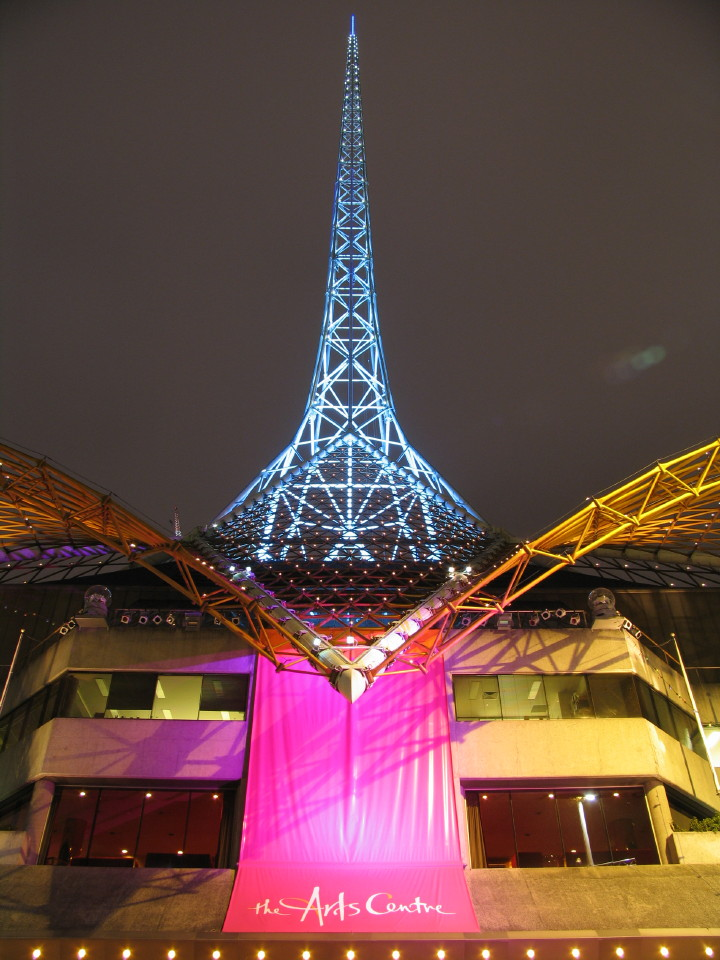
Melbourne Arts Centre.

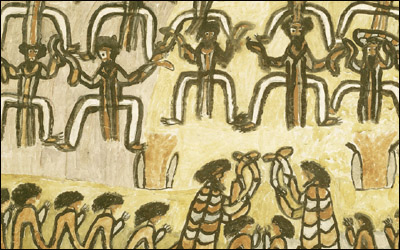
Illustration d'un Corroboree par William Barak, 1898. Les rituels aborigènes comme le chant, la danse et la décoration du corps dépeignent souvent des contes de la Temps du rêve.

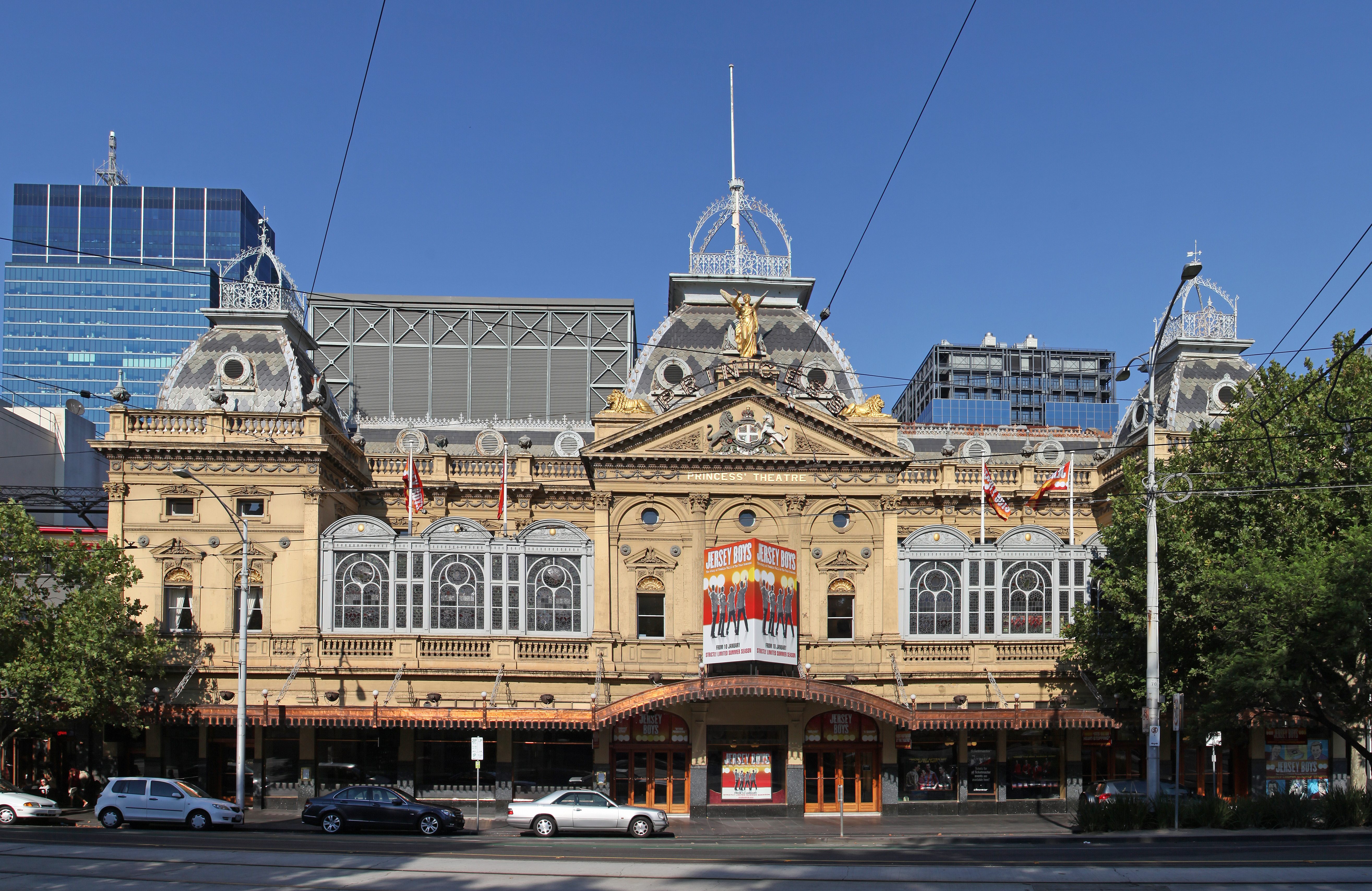
Le Princess Theatre, à Melbourne, a été établi en 1886 des origines en 1854.

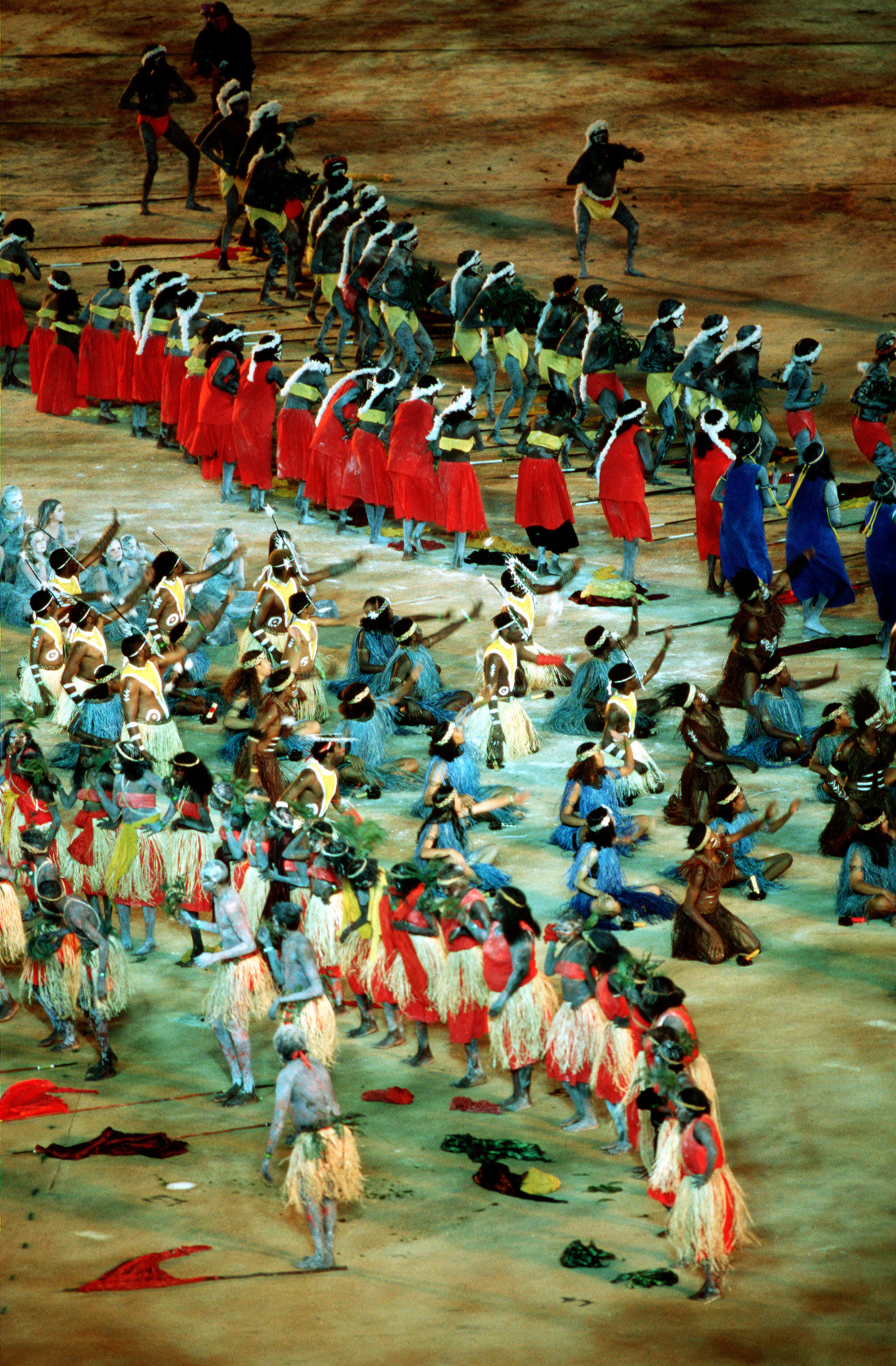
La cérémonie d'ouverture des Jeux olympiques d'été 2000. Le spectacle, conçu par Ric Birch et David Atkins, est un hommage à l'histoire de l'Australie.

Les danses et cérémonies indigènes sont exécutées en Australie depuis des temps immémoriaux. Ces rituels dépeindraient souvent des contes du Temps du rêve. 
Les traditions européennes du théâtre sont arrivées en Australie avec les premiers colons britanniques des années 1780. La première pièce de théâtre a été montée dans la colonie pénitentiare de Sydney en 1789, pour l'anniversaire du roi George III. Les prisonniers ont joué la comédie, The Recruiting Officer de George Farquhar. Deux siècles plus tard, les circonstances extraordinaires de cet épisode ont été racontées dans la pièce Our Country's Good de Timberlake Wertenbaker (en) : les participants étaient des prisonniers, il y avait opposition entre des dirigeants sadiques et la principale femme qui faisait face à la peine de mort.
Le Théâtre Royal a ouvert à Hobart en 1837 et est, aujourd'hui, le plus ancien théâtre d'Australie. Beaucoup d'interprètes internationaux ont joué au Royal - de Marcel Marceau à Peter Ustinov. Noel Coward l'a appelé : un Dream Theatre et Laurence Olivier est venu à sa défense quand il a été menacé de démolition dans les années 1940.
Des théâtres ont été construits à Sydney, à Adélaïde et à Melbourne pendant les années 1830 et 1840. Le Melbourne Atheneum est un théâtre historique de Melbourne, fondé en tant qu'institut éducatif pour les ouvriers manuels en 1839. En 1896, l'Athenaeum est devenu la première salle de cinéma du pays. The Story of the Kelly Gang, le premier long-métrage au monde y a été projeté en 1906. Mark Twain y a parlé, Nellie Melba y a chanté, et les grands interprètes comme Laurence Olivier et Barry Humphries ont fait étape à l'Athanaeum. Le Queen's Theatre d'Adélaïde a ouvert avec l’Othello de Shakespeare en 1841. Après restauration en 1996, c'est aujourd'hui le théâtre le plus ancien du continent.
La ruée vers l'or au Victoria des années 1850 a permis une importante expansion et construction de beaux théâtres d'architecture victorienne. Un théâtre a été construit sur l'emplacement de l'actuel Princess Theatre à Melbourne en 1854. Le bâtiment actuel a été ouvert en 1886 et a récemment accueilli des productions internationales importantes de comédie musicale telles que The Phantom of the Opera, Les Misérables, Mamma Mia! et The Producers et également le Melbourne International Comedy Festival. 
His Majesty's Theatre de Perth a ouvert en 1904. Le bâtiment fournit aujourd'hui un exemple rare d'architecture théâtrale de l'époque édouardienne. 
Après l'indépendance de la fédération en 1901, la production australienne de théâtre a montré un nouveau sens de l'identité nationale. On Our Selection (1912) de Steele Rudd, racontant les aventures comiques d'un famille de pionniers australiens, est devenue immensément populaire.
En 1928, le Capitol Theatre (en) a ouvert à Sydney. L'architecture exquise de l'intérieur reprend le style Floretine avec des balustrades et des statues classiques. L'acoustique et l'angle de vision ont été superbe. Après de longues périodes de négligence, le théâtre a subi une restauration 35 millions $ et a rouvert en 1995 pour accueillir des productions importantes: troupes internationales de ballet; chanteurs comme Kylie Minogue; comédiens comprenant Jerry Seinfeld; et théâtre musical de Miss Saigon à Wicked.
La Première Guerre mondiale et la grande Dépression ont causé de grandes difficultés à l'industrie australienne du théâtre. Pendant la Deuxième Guerre mondiale, l'Australie a eu à faire face à la menace d'invasion par le Japon et le théâtre a aidé à soutenir le moral de la population.
Pendant les années 1940, John Antill a composé la musique pour un ballet basé sur le Corroborree indigène. La production a voyagé en Australie pendant les années 1950 et faisait partie du programme de la première visite royale en Australie par la reine Élisabeth II. La fusion des influences indigènes et occidentales est maintenant souvent vue dans les théâtres australiens. Le théâtre de danse de Bangarra en est un exemple. 
En 1955, Summer of the Seventeenth Doll de Ray Lawler, une pièce de consonance résolument australienne, a été saluée internationalement et le personnage imaginaire dame Edna Everage est apparu pour la première fois dans une revue de comédie à Melbourne. Edna Everage décroche ensuite de nombreux rôles dans des émissions télévisées en Australie, au Royaume-Uni et aux États-Unis. Edna a été la présentatrice du spectacle donné au palais de Buckingham en 2002 pour marquer le jubilé d'or de la reine Élisabeth II. Elle a également présenté la cérémonie de clôture des jeux du Commonwealth à Melbourne en 2006.
L'Institut national d'art dramatique (NIDA) a été créé à Sydney en 1958. Aujourd'hui, cet institut est mondialement connu comme école de théâtre avec des anciens élèves comme Cate Blanchett, Toni Collette, Mel Gibson et Baz Luhrmann.
La construction de l'Adelaide Festival Centre a commencé en 1970 dans la capitale de l'État d'Australie-Méridionale et Sir Robert Helpmann a dirigé le festival d'Adelaïde des arts,. La « Nouvelle vague » du théâtre australien a débuté dans les années 1970, avec des auteurs tels que David Williamson, Barry Oakley et Jack Hibberd. Le Belvoire Street Theatre a ses origines à Sydney en 1970. Dirigé par des hommes comme John Bell et Richard Wherrett, il a présenté des œuvres d'auteurs tels que Nick Enright et David Williamson.
En 1973, fut inauguré l'opéra de Sydney qui est devenu le théâtre le plus célèbre du XXe siècle dans le monde entier. Les chanteuses d'opéra Nellie Melba et Joan Sutherland -La Stupenda- ont été parmi les femmes les plus célèbres dans leur répertoire. L'Opera Australia, compagnie d’opéra nationale, est très réputée grâce à la diva Joan Sutherland. Toutes les capitales australiennes, en particulier Melbourne et Sydney ont des orchestres symphoniques. On citera aussi le chef d'orchestre Charles Mackerras. Il y a, en plus une tradition très riche de danse, vivifiée par l’héritage de Margot Fonteyn et Sir Robert Helpmann.
La Sydney Theatre Company a été fondée en 1978. Il devint une principale compagnie de théâtre australienne, et a lancé les carrières de beaucoup d'acteurs internationalement célèbres : Mel Gibson, Judy Davis, Hugo Weaving, Geoffrey Rush et Toni Collette. Il est actuellement dirigé par Cate Blanchett et Andrew Upton. Il est basé au Wharf Theatre sur le port de Sydney.
La Bell Shakespeare Company a été créée en 1990. Une période réussie pour le théâtre musical a également débuté dans les années 1990 avec des biographies musicales des grands chanteurs australiens Peter Allen (The Boy from Oz en 1998) et Johnny O'Keefe (Shout! The Legend of The Wild One).
En 1998, le prix littéraire Patrick-White, fondé par le premier prix Nobel de littérature australien, honore pour la première fois la production théâtrale australienne : ainsi la récipiendaire, Alma De Groen, fait officiellement reconnaître l'écriture dramatique comme contribution de valeur à la littérature australienne.
Les Jeux olympiques d'été de 2000 à Sydney ont fourni un événement théâtral d'étalage pour les thèmes de la culture australienne. La cérémonie d'ouverture, conçue par Ric Birch et David Atkins, exprimait l'histoire australienne par la danse, avec des segments consacrés à l'histoire indigène ; l'arrivée des Anglais ; la romance du Bush australien; et la période moderne de l'immigration multiculturelle.
Parmi les dramaturges contemporains, on peut citer : David Williamson, Alan Seymour, Nick Enright, Alma De Groen et Justin Fleming. Les œuvres de Williamson se concentrent sur les thèmes de la politique, la loyauté et la famille dans l'Australie contemporaine urbaine, en particulier dans deux de ses grandes villes, Melbourne et Sydney. Dans The One Day of the Year, Alan Seymour a étudié la nature paradoxale de la commémoration de la défaite de la Gallipoli en Australie. L'écriture d'Alma De Groen, originaire de Nouvelle-Zélande, s'intéresse à la difficulté des créatrices à s'imposer dans un paysage culturel dominé par les hommes et à l'effacement systémique de leur matrimoine. Ngapartji Ngapartji, par Scott Rankin et Trevor Jamieson, raconte l'histoire des effets des essais nucléaire du guerre froide sur les indigènes du désert Occidental d'Australie : un exemple contemporain de la fusion des traditions dramatiques en Australie : les acteurs de Pitjantjatjara étant soutenu par des Australiens de l'héritage grec, afghan, japonais et néo-zélandais ; représentation de la société multiculturelle de l'Australie moderne. Fleming habite Paris et Sydney et écrit sur des thèmes internationaux.

## Compagnies de théâtre

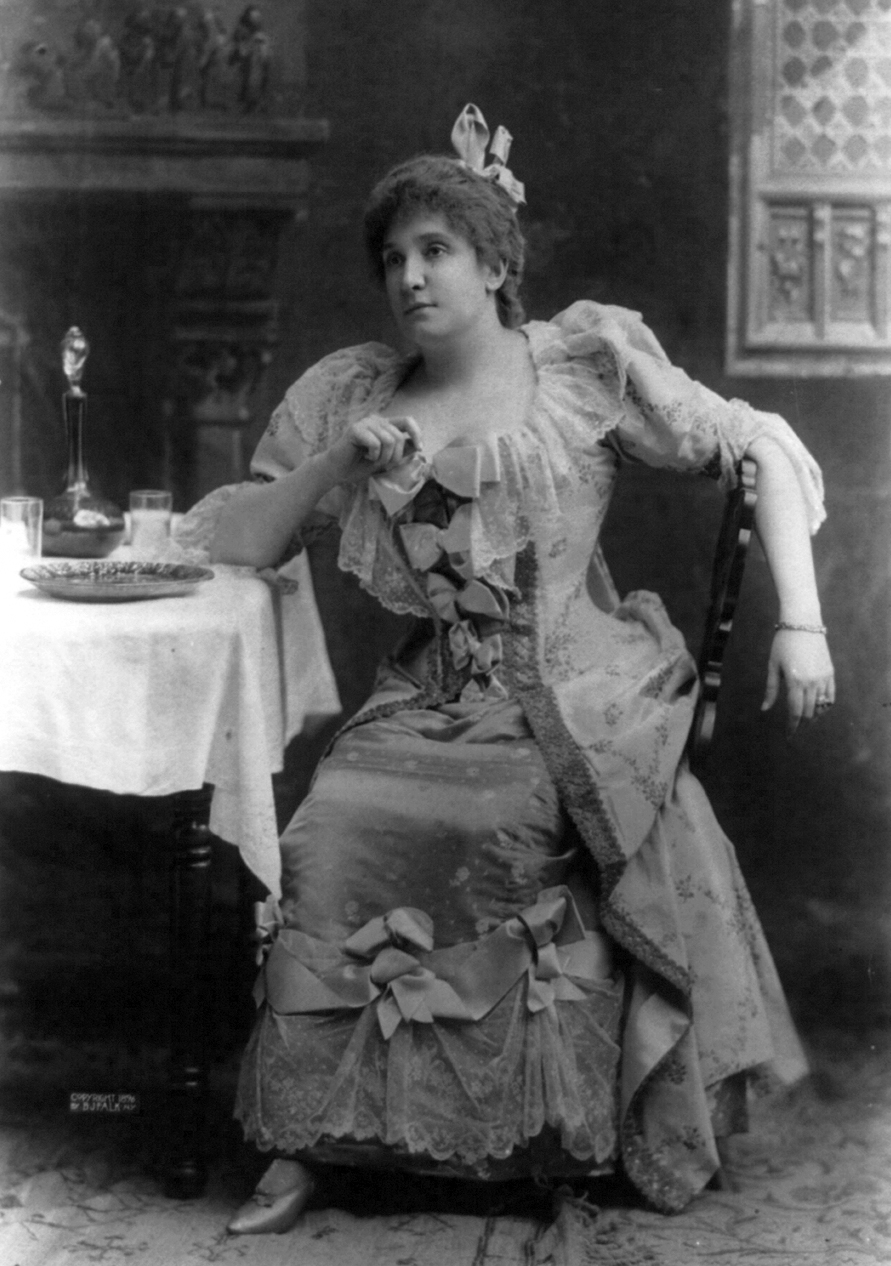
Dame Nellie Melba, une des grandes dames de l'Opera Australien.

Robert Helpmann de l'Australian Ballet.

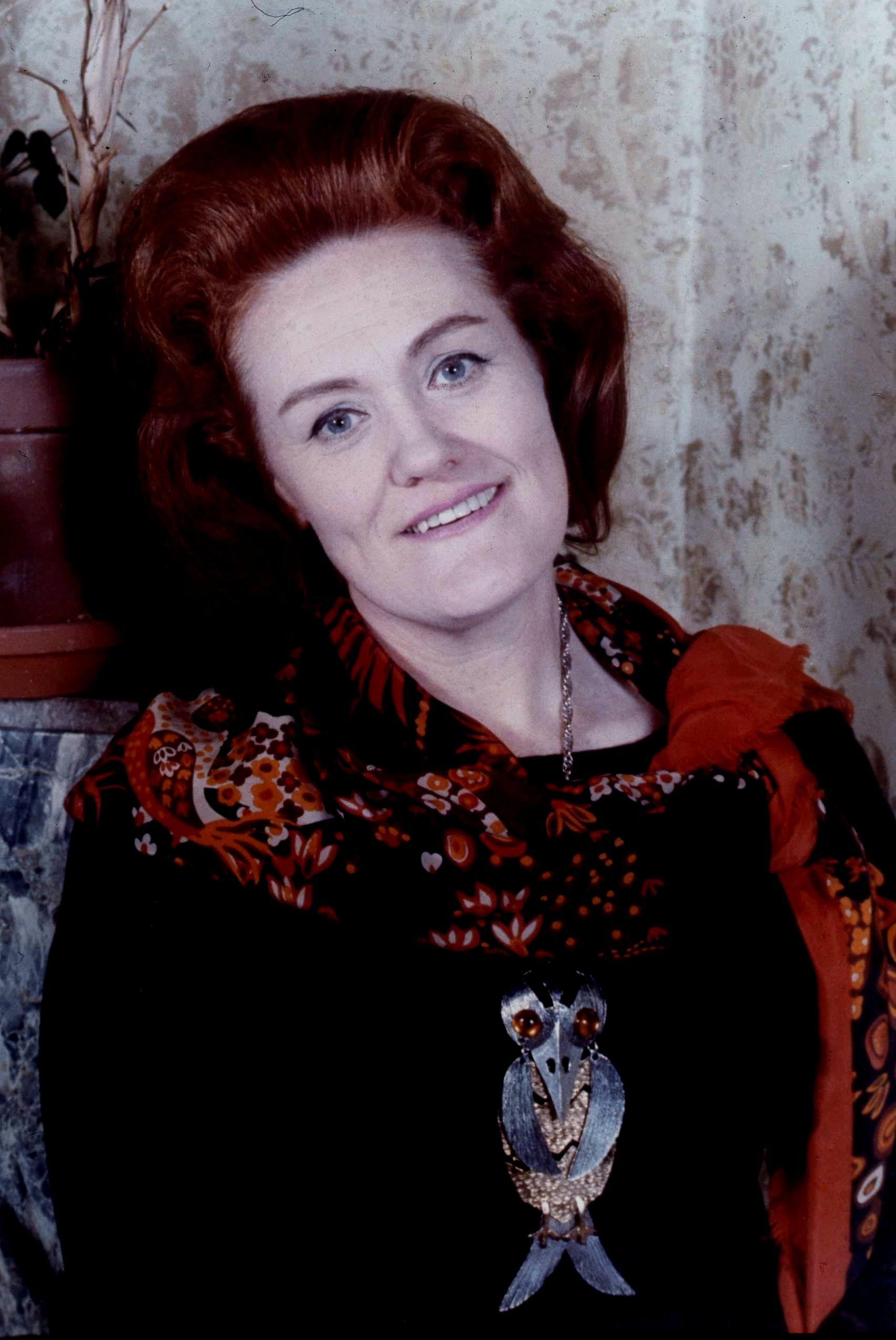
Joan Sutherland de l'Opéra d'Australie.

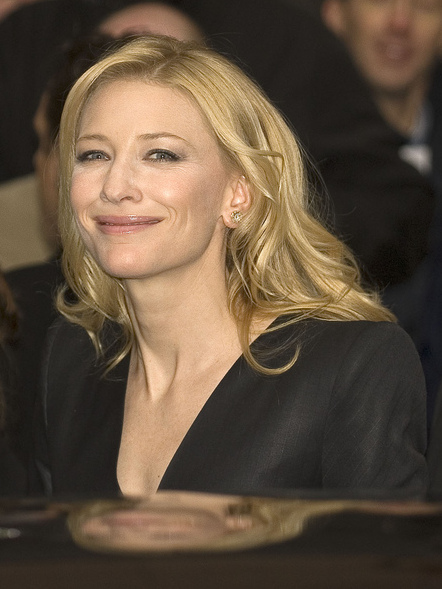
Cate Blanchett du Sydney Theatre Company.

### Amateur
- Adelaide Repertory Theatre
- Windmill Theatre Company

### Professionnel
- Bell Shakespeare Company
- Black Swan Theatre Company
- Brink Productions
- Company B - basé sur le Belvoir St Theatre à Sydney.
- Kookaburra Musical Theatre
- La Mama Theatre (Melbourne)
- Malthouse Theatre
- Melbourne Theatre Company
- Playbox Theatre Company
- Queensland Theatre Company - la plus ancienne compagnie théâtrale du Queensland.
- State Theatre Company of South Australia
- Sydney Theatre Company
- Twelfth Night Theatre
- Tropic Sun Theatre Company
- Windmill Performing Arts

### Compagnie de théâtre indépendante
- Black Lung
- Stuck Pigs Squealing
- theatre in decay

### Opéra
- Opéra d'Australie
- Opera Queensland
- State Opera Company of South Australia
- Victorian Opera
- West Australian Opera
- J. C. Williamson Ltd.

### Théâtre musical
- Chamber Made

### Théâtre physique
- Circus Oz

## Éducation théâtrale

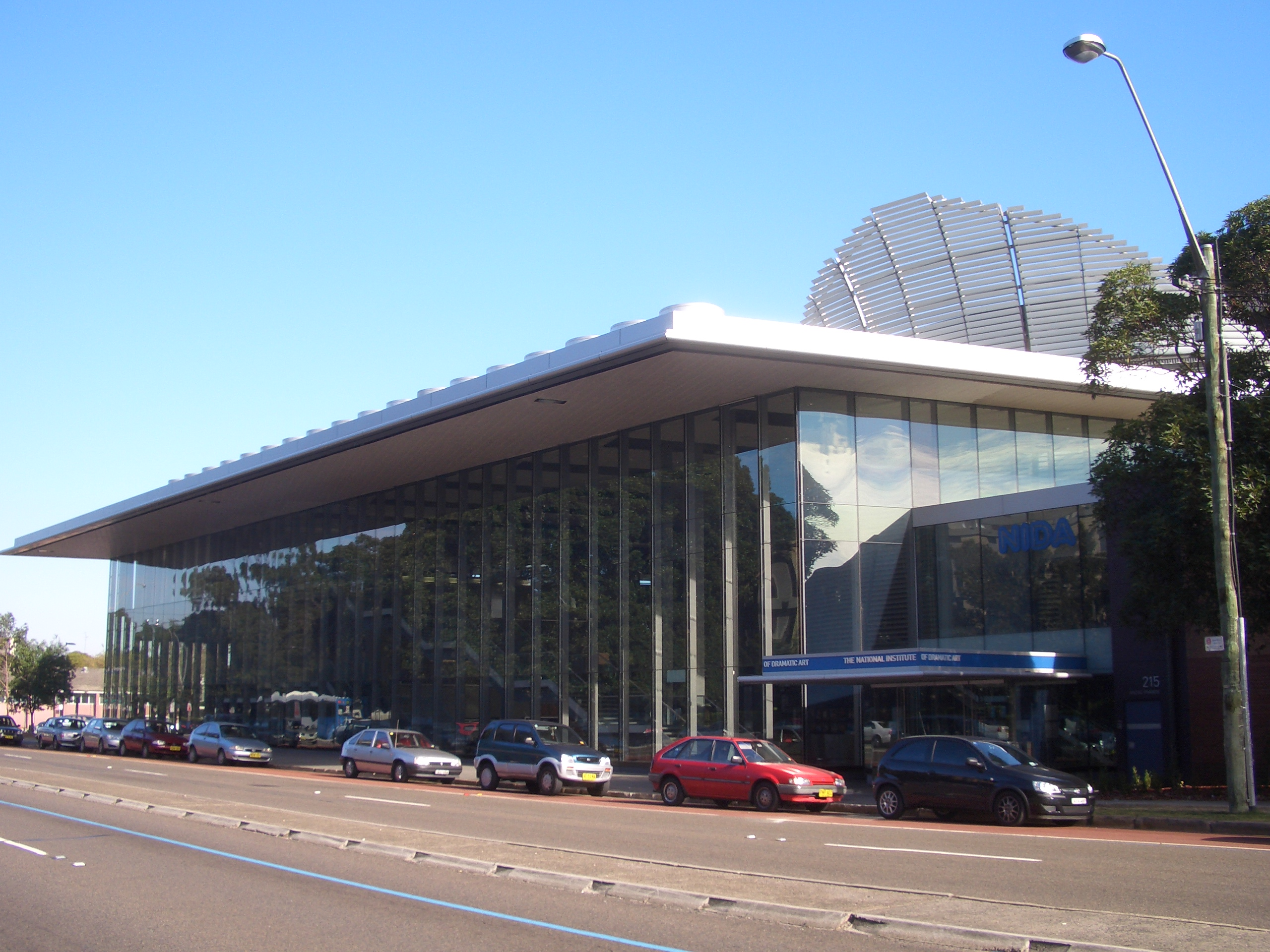
Institut national d'art dramatique de Sydney.

- Institut national d'art dramatique (Australie) (Ville de Randwick, Kensington, Sydney)
- Ballarat Academy of Performing Arts
- WAAPA
- Victorian College of the Arts
- National Institute of Circus Arts
- Flinders University Drama Centre

## Récompenses et compétitions
- AWGIE Awards (Australian Writers Guild)
- Prix Patrick-White
- Green Room Awards
- Short and Sweet

## Sources
- (en) Cet article est partiellement ou en totalité issu de l’article de Wikipédia en anglais intitulé « Theatre of Australia » (voir la liste des auteurs).

### Référence
1. ↑  (en) « Australian Indigenous ceremony », sur cultureandrecreation.gov.au via Wikiwix (consulté le 12 octobre 2023).
2. ↑  « The Recruiting Officer & Our Country's Good », sur olioweb.me.uk (consulté le 21 avril 2023).
3. ↑  « theatreroyal.com.au/history.ht… »(Archive.org • Wikiwix • Archive.is • Google • Que faire ?).
4. ↑  « melbourneathenaeum.org.au/cont… »(Archive.org • Wikiwix • Archive.is • Google • Que faire ?).
5. ↑  « history.sa.gov.au/queens/about… »(Archive.org • Wikiwix • Archive.is • Google • Que faire ?).
6. ↑  http://www.marrinertheatres.com.au/venue_princess.jsp
7. ↑  (en) « His Majesty's Theatre », sur Arts and Culture Trust (consulté le 21 avril 2023).
8. ↑  « capitoltheatre.com.au/explore.… »(Archive.org • Wikiwix • Archive.is • Google • Que faire ?).
9. ↑  (id) « Daftar Poker Pkv Games Domino QQ Casino Online », sur Australiadancing - Daftar Poker Pkv… (consulté le 21 avril 2023).
10. ↑  « bangarra.com.au/About/Vision.a… »(Archive.org • Wikiwix • Archive.is • Google • Que faire ?).
11. ↑  « Party at the Palace : The Queen's Concerts, Buckingham Palace (2002) - IMDb » [vidéo], sur IMDb (consulté le 13 août 2020).
12. ↑  « Home Page », sur com.au (consulté le 13 août 2020).
13. ↑  « nida.edu.au/default.aspx?Folde… »(Archive.org • Wikiwix • Archive.is • Google • Que faire ?).
14. ↑  « adelaidefestivalcentre.com.au/… »(Archive.org • Wikiwix • Archive.is • Google • Que faire ?).
15. ↑  « helpmannawards.com.au/default.… »(Archive.org • Wikiwix • Archive.is • Google • Que faire ?).
16. ↑  « About », sur Sydney Theatre Company (consulté le 13 août 2020).
17. ↑  (en-GB) National Foundation for Australian Women and The University of Melbourne, « De Groen, Alma Margaret - Woman - The Australian Women's Register », sur womenaustralia.info (consulté le 4 février 2019)
18. ↑  http://www.dailytelegraph.com.au/news/review-ngapartji-ngapartji/story-e6frev39-1111115327660

## Compléments